# Paul Stamets (mycoloog)
Paul Edward Stamets (Salem (Ohio), 17 juli 1955) is een Amerikaans mycoloog, auteur en ondernemer. Hij is een pleitbezorger van het belang van schimmels bij het aanpakken van wereldproblematiek, waaronder lichamelijke en mentale gezondheid, milieu en massale bijensterfte.

## Levensloop
Stamets groeide op in Columbiana, Ohio, de jongste van vijf kinderen. Op 14-jarige leeftijd raakte hij via het boek Altered States of Consciousness van Charles Tart geïnteresseerd in het schimmelgeslacht Psilocybe, oftewel paddo's. In zijn eerste jaar aan Kenyon College genas hij naar eigen zeggen zijn stotteren door middel van een intense paddotrip. 
Stamets verliet Kenyon College na één jaar en zette zijn onderzoek naar psilocybe voort aan Evergreen State College in de staat Washington. Het onderzoeksteam waar hij aldaar deel uit maakte identificeerde en publiceerde drie nieuwe soorten psilocybe, perfectioneerde groeimethodes voor thuiskwekers en ontwikkelde technieken om de hoeveelheden psilocybine en psilocine in paddenstoelen te meten. Sinds het behalen van zijn bachelordiploma aan Evergreen State werkt Stamets onafhankelijk van de academische wereld en financiert hij zijn onderzoek via zijn onderneming, Fungi Perfecti.
Stamets werkte samen met Defense Advanced Research Projects Agency (DARPA), National Institutes of Health (NIH), Lawrence Livermore National Laboratory (LLNL) en adviseerde de Johns Hopkins-universiteit bij experimenteel onderzoek naar de medische waarde van psilocybe. Hij is geëerd door de Mycological Society of America en de American Association for the Advancement of Science (AAAS).
Stamets was bevriend met Terence McKenna en is een aanhanger van diens "stonede aap"-theorie, waarbij een verband wordt gelegd tussen de consumptie van psilocybe en een groeispurt in de menselijke evolutie.

## Vernoemingen
Tot tweemaal toe zijn personages uit televisieseries vernoemd naar Stamets: een seriemoordenaar die zijn slachtoffers vermoordt door middel van paddestoelen genaamd Eldon Stamets in Hannibal (2013) en een "astromycoloog" genaamd Paul Stamets in Star Trek: Discovery (2017).